# Comuna de Rzewnie
Rzewnie (polaco: Gmina Rzewnie) é uma gminy (comuna) na Polónia, na voivodia de Mazóvia e no condado de Makowski. A sede do condado é a cidade de Rzewnie.
De acordo com os censos de 2004, a comuna tem 2730 habitantes, com uma densidade 24,4 hab/km².

## Área
Estende-se por uma área de 111,72 km², incluindo:
- área agricola: 67%
- área florestal: 24%

## Demografia
Dados de 30 de Junho 2004:
|                      | Total   | Total | Mulheres | Mulheres | Homens  | Homens |
| -------------------- | ------- | ----- | -------- | -------- | ------- | ------ |
|                      | pessoas | %     | pessoas  | %        | pessoas | %      |
| População            | 2730    | 100   | 1324     | 48,5     | 1406    | 51,5   |
| Densidade (pop./km²) | 24,4    | 100   | 11,9     | 11,9     | 12,6    | 12,6   |

De acordo com dados de 2002, o rendimento médio per capita ascendia a 1226,66 zł.

## Subdivisões
- Bindużka, Boruty, Brzóze Duże, Brzóze Małe, Chrzanowo, Chrzczony, Dąbrówka, Drozdowo, Grudunki, Łachy Włościańskie, Łasiewity, Łaś, Małki, Mroczki-Kawki, Napiórki Butne, Napiórki Ciężkie, Nowe Drozdowo, Nowe Łachy, Nowy Sielc, Orłowo, Pruszki, Rzewnie, Słojki, Stary Sielc.

## Comunas vizinhas
- Czerwonka, Długosiodło, Goworowo, Obryte, Różan, Rząśnik, Szelków